# Dżafarkuli Chan Nachiczewański
Dżafarkuli Chan Nachiczewański (ros. Джафаркули Хан Нахичеванский (ur. 5 lutego 1859, zm. po 1929) – azerski działacz państwowy, zawodowy oficer, lider proklamowanej w 1918 roku Republiki Araksu. Syn rosyjskiego generała Kiełbali Chana Nachiczewańskiego, brat generała Husajna Chana Nachiczewańskiego, ojciec Dżamszida.